# Saab 17
O Saab B17 foi um caça-bombardeiro e monomotor a pistão, desenvolvido durante a Segunda Guerra Mundial, sendo fabricado pela empresa sueca Saab AB durante o início dos anos 40.

## Desenvolvimento
O projeto de desenvolvimento começou no final dos anos 30 pela ASJA, e foi denominado como L-10, mas após a fusão da ASJA com a Saab em 1937, a aeronave foi rebatizado como Saab 17. As asas foram reforçadas para torná-lo um bombardeiro de mergulho. Como havia escassez de motores, a aeronave era levada até o seu destino, e após isso os motores eram removidos e devolvidos para uso na próxima entrega. A aeronave também foi fabricada em três versões com motores diferentes.
Dois protótipos do L-10 foram encomendados, o primeiro era equipado com um Bristol Mercury XII de 880 cv (660 kW) fabricado sob licença pela NOHAB, e o segundo com um Pratt & Whitney R-1830 Twin Wasp de 1.065 cv (794 kW).
Para a produção do B17A, foram utilizados versões do Pratt & Whitney R-1830 Twin Wasp construídos na Suécia sob licença, o B17B foi equipado com o Bristol Mercury XXIV fabricados pela Svenska Flygmotor AB (SFA) sob licença, e o B17C foi equipado com o Piaggio P.XI. A aeronave poderia ser equipada com trens de pouso, esquis (para operação em neve) ou flutuadores (para operação em mar). Uma característica única do Saab 17 foi a utilização do conjunto de carenagens de proteção do trem de pouso como freios de mergulho.

## Histórico operacional
O primeiro voo de teste ocorreu em 18 de maio de 1940 e as primeiras entregas para a (Força Aérea Sueca) começaram em 1942. No entanto, o desenvolvimento das novas aeronaves equipadas com motores turbojatos significou que a aeronave teria um histórico de serviço curto.
Quando a aeronave terminou suas operações na Suécia durante o período de 1947-1950, 46 unidades foram vendidas para a Etiópia, permanecendo em serviço lá até 1968. Uma unidade do B17A foi vendida para a Força Aérea Austríaca em 1957, e mais duas unidades do B17A foram vendidos para a Finlândia em 1959 e 1960, servindo como rebocadores-alvo para a Força Aérea Finlandesa, ambos sendo destruídos por acidentes com bastante rapidez.
Por alguns meses no início de 1945, 15 unidades do B17A foram fornecidos para a DANFORCE (brigada dinamarquesa de 5,000 homens na Suécia). No entanto, à medida em que as coisas se desdobravam com a rendição alemã, não havia utilidade para estas aeronaves na libertação da Dinamarca, e os aviões foram devolvidos a Força Aérea Sueca alguns meses após a rendição alemã.

## Variantes
O B17 teve 323 unidades produzidas em 5 variantes, são elas:
- B17A: - Versão equipada com o motor Pratt & Whitney R-1830-S1C3G Twin Wasp, de 1,050-1,200 cv (780-890 kW); 132 unidades produzidas.
- B17B: - Versão equipada com o motor Bristol Mercury XXIV de 980 cv (730 kW); 55 unidades produzidas.
- B17C: - Versão equipada com o motor Piaggio P.XIbis RC40D de 1,040 cv (780 kW); 77 unidades produzidas.
- S17BL: - Versão de reconhecimento com trem de pouso; 21 unidades produzidas;
- S17BS: - Versão de reconhecimento com flutuadores; 38 unidades produzidas;

## Operadores
Áustria
- Força Aérea da Áustria

 Etiópia
- Força Aérea da Etiópia

 Finlândia
- Força Aérea da Finlândia

 Suécia
- Força Aérea da Suécia

## Exemplares sobreviventes
Cinco exemplares do Saab B17 são conhecidos por terem sobrevivido atualmente.
O Museu da Força Aérea Sueca em Linköping tem duas aeronaves em sua coleção, um S17BL e um B17A, sendo esta última mantida em condições de voo. Outro B17A está em exibição no Museu Dinamarquês de Ciência e Tecnologia em Helsingør.
Dois antigos B17A da Força Aérea da Etiópia foram restaurados na década de 90 e comprados por um colecionador sul-africano e transferidos para a Lituânia, mas seus estados atuais são desconhecidos.

## Especificações (B17C)
Dados de SAAB Aircraft Since 1937.
Características gerais
- Tripulação: 2 (piloto e artilheiro)
- Comprimento: 10 m
- Envergadura: 13,7 m
- Altura: 4,5 m
- Área da asa: 28,5 m²
- Peso vazio: 2,680 kg
- Peso bruto: 3,870 kg
- Motor: 1 × motor a pistão Piaggio P.XIbis RC40D, de 9 cilindros, refrigerado a ar;

Atuação:
- Velocidade máxima: 435 km/h
- Velocidade de cruzeiro: 370 km/h
- Velocidade de aterragem: 125 km/h
- Alcance: 1,700 km
- Tecto de serviço: 9,800 m
- Taxa de subida: 10 m/s
- Carga de alar: 139 kg/m²

Armamento:
- Metralhadoras/Canhões: 2 × metralhadoras Ksp M/22F de 8 mm (frontais); 1 × metralhadora Ksp M/22R 8 mm (traseira)
- Bombas: 700 kg de bombas